# Wesnjanky

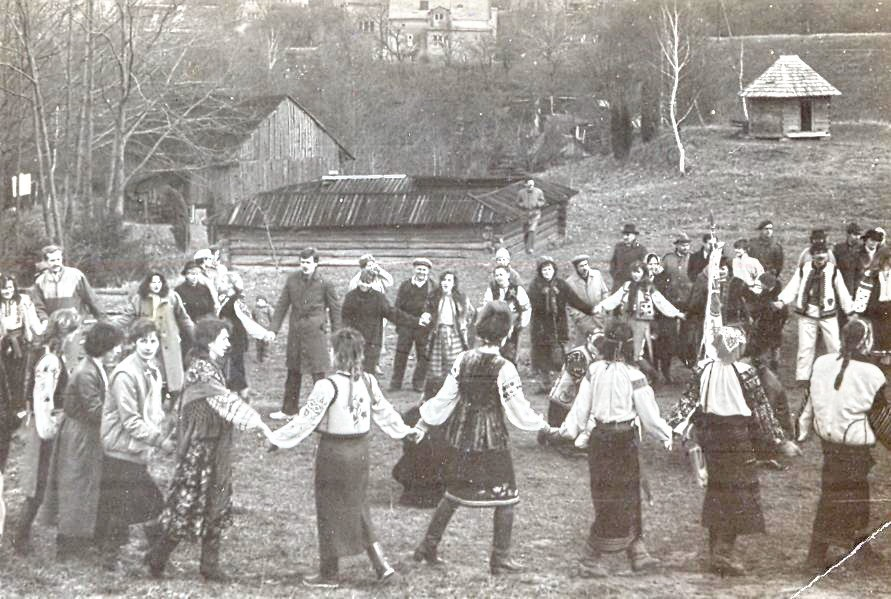
Hajiwky in Lwiw (1988)

Wesnjanky (ukrainisch Веснянки, auch bekannt als Hajiwky, ukrainisch Гаївки) sind ukrainische lyrische rituelle Tanzlieder, die vom frühen Frühling bis zum Dreieinigkeitsfest aufgeführt werden.

## Geschichte und Motive
Ursprünglich bestand ihr Zweck darin, die Kräfte der Natur dazu zu bewegen, den Menschen eine reiche Ernte und ein glückliches Leben zu bescheren. Die magische Funktion der Lieder geriet mit der Zeit in Vergessenheit und sie dienten nur noch der Unterhaltung. In der Westukraine heißen sie Hajiwky und in Podolien und im Dnepr-Becken Wesnjanky.
Die Wesnjanky-Saison begann in der Regel mit einem Abschied vom Winter, der an Mariä Lichtmess oder bei der ersten Sichtung von Zugvögeln stattfand. Ein personifiziertes Stroh- oder Holzabbild des Winters, das Namen geringerer Gottheiten wie Kostrub und Mara trug, wurde zum Gesang der Wesnjanky verbrannt oder ertränkt und dann wurde der Frühling, manchmal verkörpert durch ein Mädchen mit einem Blumen- und Kräuterkranz, mit rituellen Tänzen begrüßt. In einigen Gegenden wurde vogelförmiges Brot gebacken und von Kindern in die Luft geworfen, um Vögel im Flug darzustellen. Viele Wesnjanky richteten sich an Vögel, Haine und Wälder sowie Bäume und Blumen mit der Bitte, sie würden den Frühlingsanfang begünstigen. In der Westukraine werden zu Ostern spezielle Chortänze namens Hajiwky aufgeführt. Sie haben einen größeren rituellen Charakter als Wesnjanky und enthalten Elemente des Rundtanzes, der Mimikry und der Chorkomposition.
Die ältesten Wesnjanky sind jene, die mit der rituellen Darstellung des Pflanzenwachstums, der Landarbeit und dem Verhalten von Tieren verbunden sind. Die meisten der erhaltenen Wesnjanky enthalten Motive der Balz, der Aufforderung zum Tanz, weiblicher Reize, wahrer Liebe und des Heiratsantrags, aber auch Spott und satirische Verse über junge Männer und Frauen. Manchmal werden sie von einem Tanz oder Spiel begleitet. Ihr Zweck ist es, junge Freier anzulocken. Diese Wesnjanky sind eng mit Hochzeits- und lyrischen Liedern verwandt. Sie sind eine Art Prolog für bevorstehende Hochzeiten. Viele von ihnen enthalten Anklänge an alte familiäre und gesellschaftliche Praktiken, wie die entscheidende Rolle der Mutter des Mädchens bei der Organisation der Ehe. Ryndsiwky, eine Form der Wesnjanky, wurden zu Ostern von jungen Männern in der Region Jaworiw in Galizien gesungen.
Einige Wesnjanky enthalten Referenzen auf die Fürstenzeit, Erwähnungen des Sonnengottes Daschboh, Darstellungen von Fürst Roman von Galizien-Wolhynien und Berichte über Schlachten. Die Kosakenzeit wird in vielen Liedern über die Wanderungen der Kosakenbauern, die Feldzüge, die Trennung des Kosaken von seiner Geliebten und verschiedene Kosakentaten dargestellt. Das Genre spiegelt viele historische Epochen wider und verzerrt oft die konkreten Details. Einige Wesnjanky stammen aus Westeuropa und wurden in die Ukraine gebracht. Die Lieder enthalten Assoziationen, Antithesen, Gleichnisse und insbesondere psychologischen Parallelen. Die einfachen, aber bewegenden Melodien haben eine rhythmische Struktur, die durch häufige Ausrufe unterbrochen wird.
Nach der Februarrevolution 1917 begannen die Wesnjanky in der Ukrainischen Sozialistischen Sowjetrepublik zu verschwinden und waren am Ende des Holodomor 1932–33 völlig verschwunden. Sie waren in der Sowjetunion verboten. Die Teilnahme an solchen Festlichkeiten wurde als ein Akt des Ungehorsams und als eine kulturelle Mikrorevolution angesehen. 1958 zerstreute die Polizei eine Versammlung von Menschen in der Nähe der Sankt-Georgs-Kathedrale in Lwiw. Der unter dem Eindruck der Perestroika gegründete Verein Towarystwo Lewa (Löwengesellschaft) veranstaltete an Ostern 1988 am Museum für Volksarchitektur und Landleben Schewtschenko-Hain in Lwiw erneut Tänze. In der Ukraine werden sie heute von professionellen und Amateurensembles gesungen. In den ukrainischen Gemeinden Westeuropas sowie Nord- und Südamerikas bleiben sie Teil der Osterfeierlichkeiten. Sie werden nach der Segnung des Osterbrots von jungen Leuten im Kirchhof aufgeführt.

## Rezeption
Die Wesnjanky wurden ab Mitte des 19. Jahrhunderts systematisch aufgezeichnet und sind in mehreren Liedersammlungen zu finden: 91 davon in Jakiw Holowazkyjs Volkslieder aus Galizien und der ungarischen Rus (1878) und 184 in Wolodymyr Hnatjuks Hajiwky (1909). Die Wesnjanky beeinflussten die Entwicklung der Lyrik in der klassischen ukrainischen Literatur der Autoren und Autorinnen wie Gregorius Skoworoda, Markijan Schaschkewytsch, Taras Schewtschenko, Iwan Franko und Lessja Ukrajinka. In der Musik wurden sie von Mykola Lyssenko, Mykola Leontowytsch, Stanislaw Ljudkewytsch und anderen verarbeitet. Sie wurden auf der Bühne in den ethnografisch-realistischen Stücken von Mychajlo Staryzkyj und Iwan Karpenko-Karyj präsentiert und auf Leinwand von Iwan Trusch, Olena Kultschyzka und anderen dargestellt.

## Galerie

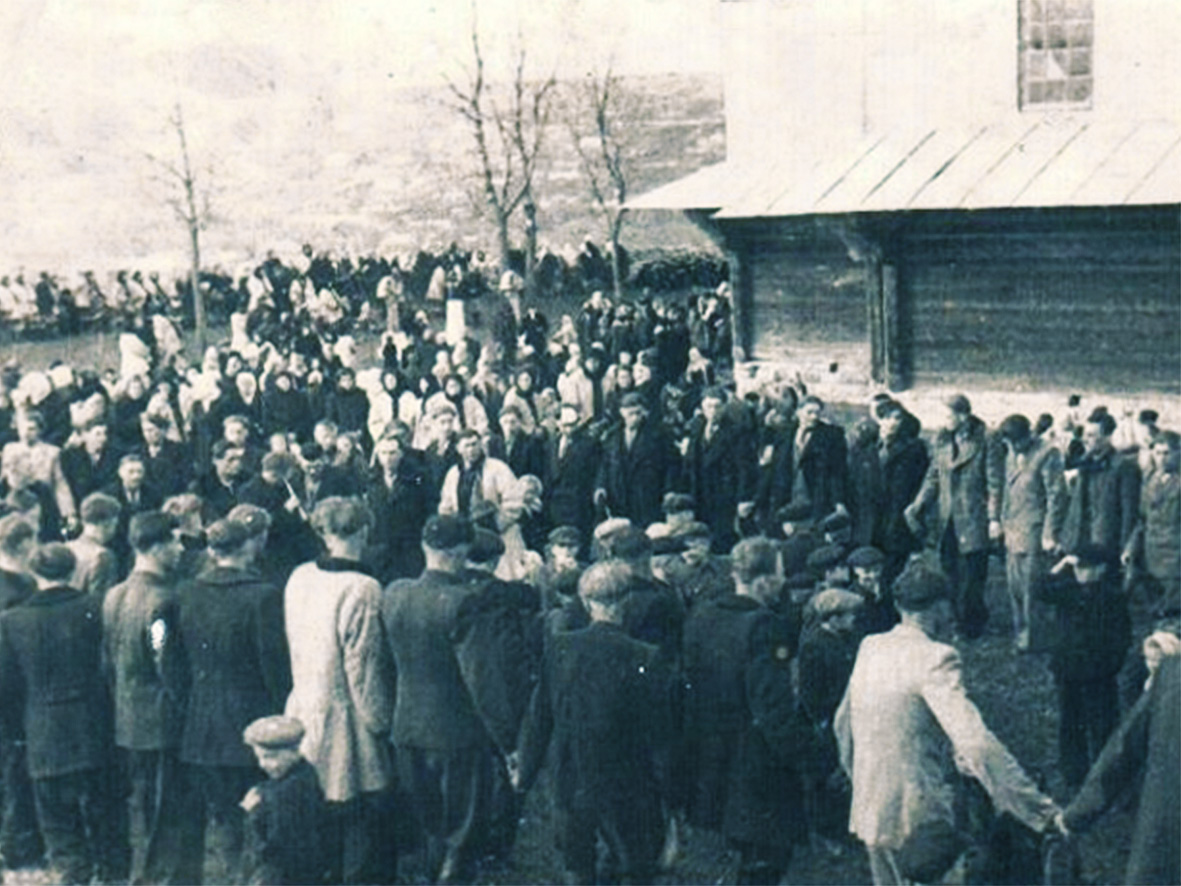
Ostertanz in Tschortowez (1920er)
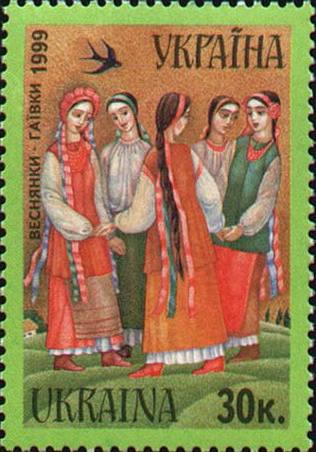
Wesnjanky auf einer ukrainischen Briefmarke
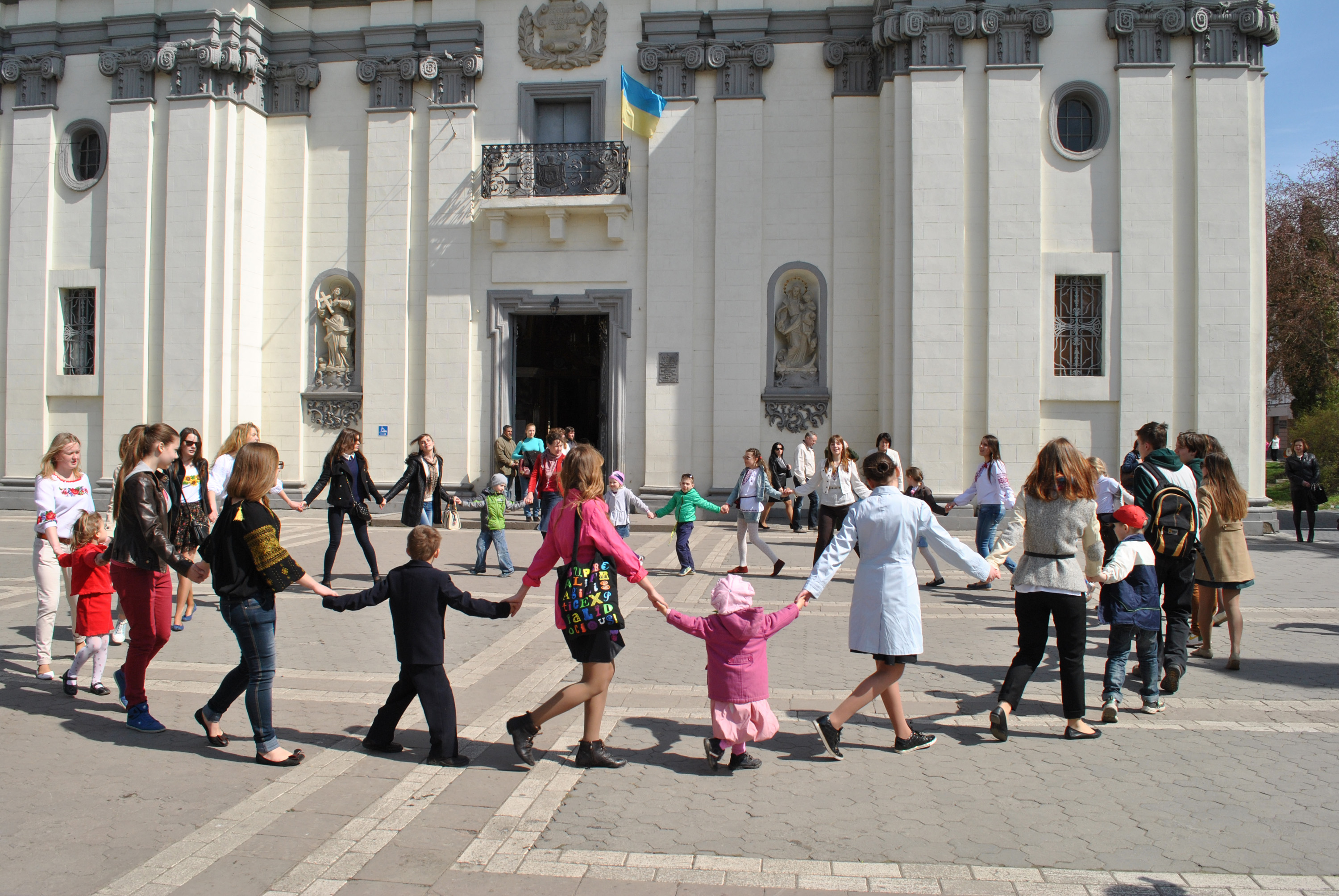
Hajiwky vor der Kathedrale der Unbefleckten Empfängnis in Ternopil (2015)